# ادیث استوری
ادیث استوری (انگلیسی: Edith Storey؛ ۱۸ مارس ۱۸۹۲ – ۹ اکتبر ۱۹۶۷) یک هنرپیشه اهل ایالات متحده آمریکا بود. وی بین سال‌های ۱۹۰۸ تا ۱۹۲۱ میلادی فعالیت می‌کرد.
از فیلم‌های او می‌توان به الیور توئیست و داستان دو شهر اشاره نمود.

## نگارخانه

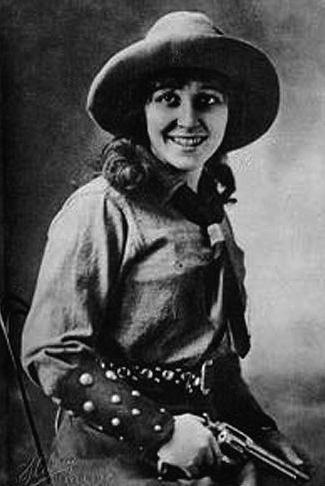
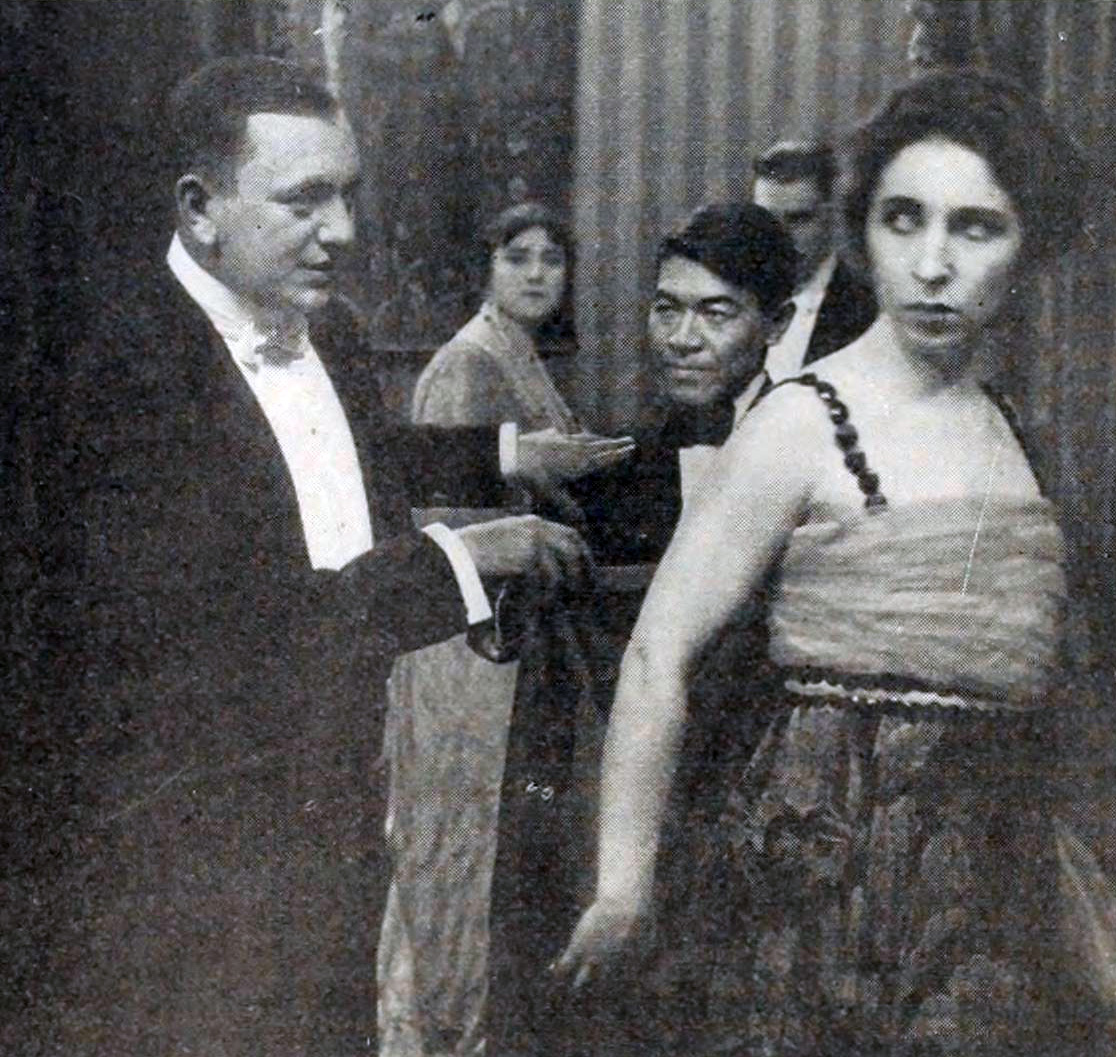